# The Ancient Magus Bride
The Ancient Magus Bride (魔法使いの嫁, Mahō tsukai no yome) est un shōnen manga fantasy de Kore Yamazaki. Il est initialement prépublié dans le magazine Monthly Comic Blade à partir de novembre 2013 puis dans le Blade Online et le Monthly Comic Garden depuis septembre 2014 ; Mag Garden édite les volumes reliés depuis avril 2014. La version française est publiée par Komikku Éditions depuis mai 2015 et en anglais par Seven Seas Entertainment.
Wit Studio a produit une trilogie d'OAV, intitulée En attendant une étoile (星待つひと, Hoshi matsu hito) et servant de préquelle à la série ; le studio d'animation a également réalisé une série télévisée d'animation qui a été diffusée pour la première fois entre le 8 octobre 2017 et le 25 mars 2018.
Deux séries dérivées débutent dans l'application mobile Manga Doa en mai 2019 : The Ancient Magus Bride Psaume 75 : Jack l'éclair et l'incident des fées (魔法使いの嫁 詩篇.75 稲妻ジャックと妖精事件, Mahō tsukai no yome shihen.75: Inazuma Jack to yōsei jiken) écrite par Yū Godai et dessinée par Mako Oikawa et The Ancient Magus Bride Psaume 108 : Le Bleu du Magicien (魔法使いの嫁 詩篇.108 魔術師の青, Mahō tsukai no yome shihen.108: Majutsushi no ao) écrite par Makoto Sanda et dessinée par Isuo Tsukumo. Komikku Éditions publie également une version française pour ces séries.
Une série de 3 OAD, intitulée Le Garçon et le Cavalier (Nishi no shōnen to Seiran no kishi) a été diffusée du 10 septembre 2021 au 10 septembre 2022. Elle a été produite par le Studio Kafka (studio qui a été conçu spécialement pour la production de l'anime), et a été diffusée en France sur la plateforme de VOD Crunchyroll.
Le 10 septembre 2022, après la diffusion du dernier OAD, une deuxième saison a été officialisée pour le 6 avril 2023, toujours produite par le Studio Kafka. Une première bande-annonce sera par ailleurs publiée par Crunchyroll le 19 novembre 2022, puis une seconde le 31 janvier 2023.

## Synopsis
Chise est une jeune adolescente japonaise vendue aux enchères à un mystérieux mage, Elias Ainsworth. Si celle-ci s'est vendue à une fortune, c'est en partie à cause de sa nature de « Slay Vega », un nom donné aux individus dont l'une des capacités est d'attirer naturellement la « magie » vers eux-mêmes et ainsi en emmagasiner une grande quantité ; de plus, elle peut voir les êtres surnaturels, capacité rare chez les  "Slay Vega". Elias l'a achetée en ayant deux ambitions en tête, l'une est d'en faire son apprentie et l'autre est qu'elle devienne sa femme. Chise, qui auparavant était une enfant mal-aimée et orpheline, accepte rapidement sa situation. Elias est le premier à lui offrir une famille. Elle apprend petit à petit à se servir de ses pouvoirs tout en redécouvrant ce qu'est une famille « normale » . Étant l'apprentie d'Elias, elle l'accompagne partout en mission.

## Personnages
Chise Hatori (羽鳥チセ, Hatori Chise)
Voix japonaise : Atsumi Tanezaki,,, voix française : Sandra Chartraire,
Protagoniste et personnage principal de l'histoire, elle est l'apprentie et, semble-t-il, la future épouse d'Elias Ainsworth. C'est une Slay Vega, une humaine aux pouvoirs magiques incomparables mais très dangereux et difficiles à contenir. L'excès de mana qu'elle dégage lui confère d'ailleurs une espérance de vie réduite et, d'après Elias, il lui reste trois ans à vivre. Dès son plus jeune âge, Chise a été capable de voir des esprits et aux autres êtres invisibles aux yeux du commun des mortels. Cette capacité l'a longtemps tourmentée, l'empêchant de vivre une enfance tout à fait normale. Après la naissance de son petit frère, alors qu'elle était encore très jeune, sa mère s'est suicidée devant ses yeux, et son père l'a abandonnée en amenant avec lui son frère. Considérant qu'elle n'avait alors plus rien à attendre de cette existence de petite fille délaissée par tous, changeant sans cesse de famille d'accueil, Chise se vendit d'elle-même aux enchères. Extrêmement convoitée en tant que « Slay Vega », elle est finalement achetée par Elias Ainsworth à une somme astronomique. Elle a quinze ans au début de l'histoire et est d'origine japonaise.
Elias Ainsworth (エリアス・エインズワース, Eriasu Einzuwāsu)
Voix japonaise : Ryota Takeuchi,, voix française : Vincent Violette,,
Maître mystique surpuissant en magie et fiancé de Chise, il est celui qui remporta l'enchère de la jeune fille en enchérissant une somme de cinq millions et disant qu'elle sera sa première disciple. Adepte d'une vie recluse, taciturne quand il s'agit de parler de lui, l'arrivée de Chise dans sa vie semble le transformer peu à peu comme par ressentir une douleur dans la poitrine à son égard. À la carrure très imposante, Elias ne ressemble que partiellement à un humain. Sous sa longue tenue de sorcier et sous sa forme habituelle, sa peau est violette ; sa tête est un crâne de canidé et deux cornes immenses torsadées encadrent son crane, ses orbites d'une noirceur abyssale abritent deux points rouges vif brillant qui suscitent en général une effroyable terreur chez les humains ordinaires et chez les ennemis peu puissants, un effet qui semble le perturber à certains moments. Il rabat sur son visage un tissu rouge noué à l'arrière de sa tête lorsqu'il désire dissimuler ses traits. Elias est capable de se transformer, visage et corps en entier afin de se fondre dans la masse des humains. Sa véritable apparence tient davantage de la bête diaboliquement monstrueuse que de l'humain : il est beaucoup plus grand et massif et possède une queue de serpent gigantesque avec un torse et des bras, au bout de ces mains des griffes très longues qu'il cache en portant des gants blancs ; sur son crâne pousse une deuxième paire de cornes, son torse se recouvre de côtes squelettiques, et il est entouré d'une aura sombre et de longs appendices très épineux. Il utilise cette forme pour la première fois lorsque Chise est blessée gravement juste sous ses yeux par un ennemi qui voulait capturer le chien noir (Ruth) après l'avoir blessé pour en faire une chimère. Avec sa forme démoniaque, il perd complètement l'humanité en lui et laisse place à une frénésie meurtrière envers l'ennemi. Il sera stoppé in extremis avec la voix et la compassion de Chise.
Elias est de nature très calme, polie et très respectueuse envers son entourage. Parfois excentrique, il peut faire preuve de beaucoup de gentillesse mais d'une cruauté incontrôlable lorsque l'on s'attaque à Chise. Il admet comprendre objectivement les émotions humaines, mais ne pas les connaître personnellement. Il demande régulièrement à Chise des explications quant à ses ressentis physiques et surtout depuis que ses sentiments se manifestent à l'égard de la jeune femme, car il ne sait pas les traduire. En termes de « sentiments ». Chise est ainsi, en quelque sorte, son professeur pour tout ce qui touche aux humains. À ses côtés, il découvre ainsi la signification de la solitude ou de la jalousie. Bien qu'Elias semble très attaché à la jeune fille, la nature de sa relation avec elle et ses véritables motivations restent ambiguës. S'il n'aime pas mentir, Elias est un être peu loquace, laissant volontiers des choses sous silence lorsqu'il l'estime nécessaire.
Elias est parfois surnommé « Pilum Murialis », « Epine » ou « Enfant des Ronces » (en anglais : Child of Thorn). Il est capable de se fondre dans l'ombre de quelqu'un afin de s'y dissimuler, et ses pouvoirs de mages se centrent autour des ombres.
On découvre qu'il n'est ni un humain, ni un esprit, mais un être à mi chemin entre ces deux existences. Son nom lui fut donné par la maîtresse de Lindel, Rahab. Elias est lui-même le disciple de Lindel, qui le recueillit lorsqu'Elias errait dans les forêts glacées d'Europe de Nord. Il y apprit l'élevage des rennes et la sorcellerie à une vitesse prodigieuse. En effet il n'a besoin que de voir une fois le sort de son ami Lindel pour le reproduire a la perfection sans s’entraîner auparavant. Son plus ancien souvenir est la couleur rouge et il a dit à Lindel qu'il pensait avoir dévoré un humain. Ses véritables origines demeurent inconnues.
Silky (シルキー, Shirukī)
Voix japonaise : Aya Endō,, voix française : Cécile Marmorat,
Fée silencieuse qui habite chez Elias. Elle s'occupe de la cuisine, de l'entretien de la maison et des vêtements. Elias la considère un peu comme la maîtresse de maison. Elle s'occupait autrefois d'une autre maison, mais à la mort de leurs propriétaires, celle-ci fut abandonnée. Silky erra donc, et s'appela « Banshee la pleureuse », jusqu'au jour où elle fut invitée par Spriggan à s'occuper de la maison d'Elias. Il l'appela « Silky la fée vêtue de soie ». Elle est parfois appelée "petite perle" par Elias.
Muette mais terrifiée par l'idée d'être seule, elle est très attachée à Elias et à Chise.
Angelica Burleigh (アンジェリカ・バーレイ, Anjerika Bārei)
Voix japonaise : Yūko Kaida, voix française : Daria Levannier,,
Une des dernières mages de son temps (contrairement à son père qui était sorcier et n'a ainsi pas pu lui transmettre son savoir), elle est ingénieur en « Magus Craft », la mécanique magique. Elle est mariée et a une fille, Althea, qui a hérité de sa condition. Elle a également un familier, nommé Hugo. Elle rend régulièrement service à Chise et Elias, desquels elle reste très proche.
Hugo (ヒューゴ, Hyūgo)
Voix japonaise : Misaki Kuno, voix française : Grégory Laisné,
Génie des eaux et familier d'Angelica.
Molly (モリィ, Moryi)
Reine des chats. Elle en est à sa neuvième vie, ce qui fait d'elle un chat très intelligent, doué de parole. Elle est très attachée à sa jeune maîtresse.
Ruth (ルツ, Rutsu)
Voix japonaise : Kōki Uchiyama,, voix française : Alan Aubert-Carlin,,
Familier de Chise, c'est un chien noir surnaturel de très grande taille, avec une queue en forme de flamme noir à l'extrémité qui se divise en deux. Il est gardien du cimetière où est enterré son ancienne maîtresse, chassant les pilleurs de tombes et les mauvais esprits. Il partage un lien mental avec Chise (comme peuvent l'avoir des jumeaux) après avoir scellé un contrat de familier avec la jeune femme. À l'origine, Ruth s'appelait Ulysse, du temps où il n'était qu'un simple chien très attaché à sa maîtresse, Isabel. Quand cette dernière est morte, il est resté sur sa tombe et c'est ainsi qu'il est devenu un chien noir surnaturel. Il trouve que Chise ressemble à son ancienne maîtresse, même si en réalité leur seule ressemblance réside dans la couleur de leurs cheveux. Il déteste les personnes qui ont un mauvais fond et qui nuisent à Chise. Partageant peines et joies avec Chise, il sait qu'elle est éperdument amoureuse d'Elias et lui dit que ses sentiments en tant que familier ne sont et ne seront que fraternels, car il ne peut en être autrement pour lui. Son autre fonction en tant que familier est de gérer la puissance de mana qui s'accumule en Chise afin de prolonger la vie de la jeune femme.
Æriels (エアリエル, Earieru)
Fées du vent. Lors de l'arrivée de Chise, elles ont essayé de l'entraîner dans le monde des fées, mais celle-ci a refusé pour rester avec Elias car il a été le premier a l'accueillir. Ce sont des alliés fidèles pour Chise. Elles n'aiment pas beaucoup Elias car elles craignent sa puissance.
Nevin (ネヴィン, Nevu'in)
Dragon Aîné de la Terre des Dragons qui a rencontré Chise quelques instants avant sa mort. Étant en pierre à cause de son très avancé, il a pu, grâce aux pouvoirs de Chise, s'envoler mentalement et voir une dernière fois le ciel, puis il s'est transformé en arbre et a proposé à Chise de revenir construire sa baguette magique à partir d'une de ses branches.
Chise le revoit quand elle prend dans ses mains sa baguette pour la première fois. Il lui rappelle qu'Elias, Lindel, Ruth et lui-même sont liés par le destin.
Simon Callum (サイモン・カルム, Saimon Karumu)
Voix japonaise : Toshiyuki Morikawa, voix française : Charles Mendiant,
Prêtre de l'église locale dans la ville en Angleterre où vivent Elias et Chise. Il a un problème respiratoire qui est traité par la médecine d'Elias et aime beaucoup l'hydromel. Il a été envoyé par l'Église pour surveiller Elias. C'est lui qui confie au mage les missions données par l'Église que le mage remplit pour effacer ses péchés passés.
Michael Renfred (ミハイル・レンフレッド, Mihairu Renfureddo)
Voix japonaise : Satoshi Hino, voix française : Jean-Rémi Tichit
Sorcier qui n'aime pas beaucoup les mages, et en particulier Elias, qui le lui rend bien. Il a été opposé à lui lors de la seconde mission de Chise, mais uniquement parce qu'il y était contraint par Cartaphilius. Il a fini par se libérer de son ennemi en s'alliant à Elias et Chise. Cartaphilius lui a volé un bras, mais il a refusé de le récupérer en raison des crimes que le magicien maléfique a commis avec et l'a remplacé par une prothèse magique. Il est le formateur d'Alice, qu'il considère comme sa fille.
Alice Swayne (アリス・スウェーン, Arisu Sūēn)
Voix japonaise : Mutsumi Tamura, voix française : Sophie Planet,
Apprentie de Renfred, elle a dix-huit ans. Elle a été recueillie par lui enfant, alors qu'elle était maltraitée par ses parents junkies. Pour cette raison, elle lui est entièrement dévouée et espère devenir son garde du corps, car elle n'est pas particulièrement douée pour la magie, bien qu'elle ait réussi à pactiser avec un feu follet devenu son familier. Elle s'est mise en danger pour sauver Renfred de Cartaphilius et a agressé Chise, qui lui a plus tard sauvé la vie. Depuis, les deux jeunes femmes s'entendent très bien en dépit de la méfiance persistante entre leurs maîtres respectifs.
Cartaphilius (カルタフィルス, Karutafirusu, "Cartaphilus") ou Joseph (ヨセフ, Yosefu)
Voix japonaise : Ayumu Murase, voix française : Arnaud Laurent,
Le principal antagoniste du début de la série. Autrefois, Joseph était le fils d'une sorcière, persécuté par les habitants de son village. Un jour, il a recueilli Cartaphilius, un homme atteint d'un mal étrange contre lequel les remèdes étaient inefficaces. Désespéré de ne pas réussir, il a fusionné avec lui, ignorant que la malédiction du juif errant était trop puissante pour être brisée. De par ce fait, il est devenu immortel, mais son corps se dégrade perpétuellement. Dans son obsession à chercher un remède, il s'est livré à travers les siècles à des expériences effroyables sur toutes sortes de créatures (humains, chats, dragons...), qui lui ont valu d'être honni de toute la communauté des êtres magiques.
Bien qu'ils partagent le même corps et les mêmes souffrances, les personnalités de Joseph et de Cartaphilius restent néanmoins distinctes et il semble que celle de Joseph soit la seule coupable des crimes.
Lindenbaum (リンデル, Rinderu, "Lindel")
Voix japonaise : Daisuke Namikawa, voix française : Grégory Laisné,
Plus communément appelé Lindel, il a été le maître d'Elias. Il est actuellement le gardien du sanctuaire des dragons, en Islande.
Oberon (オベロン, Oberon)
Voix japonaise : Kappei Yamaguchi
Époux de Titania et roi des fées.
Titania (ティターニア, Titānia)
Voix japonaise : Sayaka Ohara, voix française : Daria Levannier
La reine des fées. Elle n'aime pas beaucoup les humains mais considère qu'Elias, en tant qu'ombre issue de la nature, a vocation à la rejoindre pour toujours au royaume des fées. Elle lui en fait plusieurs fois la proposition, quitte à amener Chise avec lui, mais le mage refuse toujours. Malgré tout, elle ne lui refuse jamais son aide.
Spriggan (スプリガン, Supurigan)
Voix japonaise : Hiroki Yasumoto, voix française : Philippe Roullier
Le garde du corps de Titania et d'Obéron. Il se méfie d'Elias. Il intervient auprès des esprits de la nature en détresse.
Stella Barklem (ステラ・バークレム, Sutera Bākuremu)
Voix japonaise : Sumire Morohoshi, voix française : Estelle Darazi,
Une fillette londonienne de dix ans dont la grand-mère habite le village de Chise et Elias. Elle est devenue amie avec Chise après que celle-ci l'ait aidée à sauver son jeune frère Ethan, ce qui a éveillé la jalousie du mage.
Œil de cendre (灰の目, Hai no Me)
Voix japonaise : Jouji Nakata
Une créature mystérieuse et malfaisante dont la route croise à plusieurs reprises celle de Chise et de ses proches. Sa seule motivation semble être de s'amuser aux dépens des autres.

## Manga
Le manga a été prépublié dans le magazine de prépublication de manga Monthly Comic Blade de Mag Garden à partir du numéro de janvier 2014, publié le 30 novembre 2013,. Le magazine a cessé de paraître le 1er septembre 2014, date à laquelle la série a été transférée dans le nouveau magazine Monthly Comic Garden, tout en continuant à être diffusée sur le site web Blade Online,. À ce jour, vingt-deux volumes tankōbon ont été publiés.
En mars 2019, il a été annoncé que deux séries dérivées seront lancées dans l'application mobile Manga Doa,. La première série, écrite par Yū Godai et dessinée par Mako Oikawa, s'intitule Mahō tsukai no yome shihen.75: Inazuma Jack to Yōsei jiken (魔法使いの嫁 詩篇.75 稲妻ジャックと妖精事件) et suit un jeune homme aimant la photographie et vivant à New York où ce dernier aperçoit des choses bouger à travers un vieil appareil photo. La seconde série est écrite par Makoto Sanda et dessiné par Isuo Tsukumo ; intitulée Mahō tsukai no yome shihen.108: Majutsushi no ao (魔法使いの嫁 詩篇.108 魔術師の青), elle suit l'histoire du jeune garçon japonais Ao vivant en France avec sa rencontre de la reine Giselle. Les deux mangas ont débuté le 8 mai 2019. Un premier volume tankōbon de chaque série est publié par Mag Garden en septembre 2019 ; à ce jour, quatre volumes ont été publiées pour les deux séries.
La version française est éditée par Komikku Éditions depuis mai 2015, ; Komikku publie aussi les spin-off de The Ancient Magus Bride, sous les titres Psaume 75 : Jack l'éclair et l'incident des fées et Psaume 108 : Le Bleu du Magicien, respectivement depuis novembre 2020 et juillet 2020,. Seven Seas Entertainment édite une version anglaise du manga principal,.

## Novélisation
Une novélisation de The Ancient Magus Bride par l'autrice de la série Koré Yamazaki avec différents romanciers est publiée par Mag Garden le 8 septembre 2017 sous le titre Mahō tsukai no yome: Kinshi-hen (魔法使いの嫁 金糸篇)  (ISBN 978-4-8000-0690-5). De Saxus édite une version française sous le titre Le Fil d'or à partir du 16 juillet 2020,.
Un second roman, intitulé Mahō tsukai no yome: Ginshi-hen (魔法使いの嫁 銀糸篇, litt. « Le fil d'argent »), écrit par Koré Yamazaki avec d'autres auteurs est sorti le 10 octobre 2017  (ISBN 978-4-8000-0692-9). La traduction française, intitulée Le Fil d'argent, est paru le 19 novembre 2020 aux éditions De Saxus,.

## Anime
Une trilogie d'OAV, servant de préquelle à la série, a été annoncée dans le cinquième volume du manga. Cette série est intitulée The Ancient Magus Bride: En attendant une étoile (魔法使いの嫁 星待つひと, Mahō tsukai no yome: Hoshi matsu hito). Celle-ci est réalisée par Norihiro Naganuma au studio d'animation Wit Studio, suivant un scénario de Kore Yamazaki et les scripts de Aya Takaha ; le studio Production I.G est crédité pour la planification et la production du projet, tandis que Hirotaka Katō a réalisé les chara-designs et Bamboo les décors pour la série,. La musique est composée par Jun'ichi Matsumoto et produite par Flying Dog en collaboration avec BASiLiCA,,. Ces trois épisodes accompagnent les éditions limitées du 6e, 7e et 8e volumes du manga, respectivement sortis le 9 septembre 2016, le 8 mars et le 6 septembre 2017. Le premier épisode a été diffusé dans les salles pendant deux semaines, à partir du 13 août 2016 ; le deuxième épisode, le 4 février 2017 ; et le troisième épisode, le 19 août 2017.
Annoncé le 10 mars 2017, une série télévisée d'animation est diffusée pour la première fois entre le 8 octobre 2017 et le 24 mars 2018 sur Tokyo MX, MBS, AT-X et sur d'autres chaînes de télévisions japonaises,. Cette série anime compte 24 épisodes au total. JUNNA a réalisé l'opening de la série intitulé Here, l'ending, Wa -cycle- (環-cycle-), est réalisé par Hana Itoki. Le second opening, intitulé You, est réalisé par May'n tandis que le duo AIKI ＆ AKINO from bless4 interprète le second ending, Tsuki no Mō Hanbun (月のもう半分),.
Crunchyroll détient les droits de diffusion en streaming des OAV et de la série télévisée dans le monde entier, excepté au Japon, en Chine, à Taiwan, à Hong Kong et à Macao,,.
Une série de courts épisodes intitulée Maho-Yome (まほよめ) est diffusée en ligne sur le compte Twitter officiel du manga après la diffusion de l'épisode de la série télévisée. Chaque épisode dure une trentaine de secondes avec des personnages super deformed.
En mars 2021, une trilogie d'OAV est annoncée comme la « première partie » d'un nouveau projet d'anime. Se déroulant peu avant l'arrivée de Chisé à l'Académie, les trois épisodes de Mahō tsukai no yome: Nishi no shōnen to Seiran no kishi (魔法使いの嫁 西の少年と青嵐の騎士) sont réalisés par Kazuaki Terasawa chez Studio Kafka, studio d'animation créé spécifiquement pour ce projet, sur un scénario de Kore Yamazaki et les scripts d'Aya Takaha et Yoko Yonaiyama, avec des character designs de Hirotaka Katō et une bande originale composée par Jun'ichi Matsumoto. Ils sont publiés avec les éditions limitées des 16e, 17e et 18e volumes du manga, respectivement commercialisés le 10 septembre 2021, le 10 mars 2022 et le 10 septembre 2022.

### Liste des épisodes

#### En attendant une étoile
| No | Titre français                             | Titre japonais   | Titre japonais           | Date de 1re diffusion |
| No | Titre français                             | Kanji            | Rōmaji                   | Date de 1re diffusion |
| -- | ------------------------------------------ | ---------------- | ------------------------ | --------------------- |
| 1  | En attendant une étoile – Première partie  | 星待つひと：前篇 | Hoshi matsu hito: Zenpen | 9 octobre 2016        |
| 2  | En attendant une étoile – Deuxième partie  | 星待つひと：中篇 | Hoshi matsu hito: Chūhen | 10 mars 2017          |
| 3  | En attendant une étoile – Troisième partie | 星待つひと：後篇 | Hoshi matsu hito: Kōhen  | 9 octobre 2017        |

#### Série télévisée

##### Saison 1
| No | Titre en français                                    | Titre original                                       | Date de 1re diffusion |
| -- | ---------------------------------------------------- | ---------------------------------------------------- | --------------------- |
| 1  | April showers bring May flowers                      | April showers bring May flowers                      | 8 octobre 2017        |
| 2  | One today is worth two tomorrow                      | One today is worth two tomorrow                      | 15 octobre 2017       |
| 3  | The balance distinguishes not between gold and lead  | The balance distinguishes not between gold and lead  | 22 octobre 2017       |
| 4  | Everything must have a beginning                     | Everything must have a beginning                     | 29 octobre 2017       |
| 5  | Love conquers all                                    | Love conquers all                                    | 5 novembre 2017       |
| 6  | The Faerie Queene                                    | The Faerie Queene                                    | 12 novembre 2017      |
| 7  | Talk of the devil, and he is sure to appear          | Talk of the devil, and he is sure to appear          | 19 novembre 2017      |
| 8  | Let sleeping dogs lie                                | Let sleeping dogs lie                                | 26 novembre 2017      |
| 9  | None so deaf as those who will not hear              | None so deaf as those who will not hear              | 3 décembre 2017       |
| 10 | We live and learn                                    | We live and learn                                    | 10 décembre 2017      |
| 11 | Lovers ever run before the clock                     | Lovers ever run before the clock                     | 17 décembre 2017      |
| 12 | Better to ask the way than go astray                 | Better to ask the way than go astray                 | 24 décembre 2017      |
| 13 | East, west, home's best                              | East, west, home's best                              | 7 janvier 2018        |
| 14 | Looks breed love                                     | Looks breed love                                     | 14 janvier 2018       |
| 15 | There is no place like home                          | There is no place like home                          | 21 janvier 2018       |
| 16 | God's mill grinds slow but sure                      | God's mill grinds slow but sure                      | 28 janvier 2018       |
| 17 | Look before you leap                                 | Look before you leap                                 | 4 février 2018        |
| 18 | Forgive and forget                                   | Forgive and forget                                   | 11 février 2018       |
| 19 | Any port in a storm                                  | Any port in a storm                                  | 18 février 2018       |
| 20 | You can't make an omelet without breaking a few eggs | You can't make an omelet without breaking a few eggs | 25 février 2018       |
| 21 | Necessity has no law                                 | Necessity has no law                                 | 4 mars 2018           |
| 22 | As you sow, so shall you reap                        | As you sow, so shall you reap                        | 11 mars 2018          |
| 23 | Nothing seek, nothing find.                          | Nothing seek, nothing find.                          | 18 mars 2018          |
| 24 | Live and let live                                    | Live and let live                                    | 25 mars 2018          |

##### Saison 2
| No | Titre en français                            | Titre original                               | Date de 1re diffusion |
| -- | -------------------------------------------- | -------------------------------------------- | --------------------- |
| 1  | Live and let live. II                        | Live and let live. II                        | 6 avril 2023          |
| 2  | Birds of a feather flock together. I         | Birds of a feather flock together. I         | 13 avril 2023         |
| 3  | Birds of a feather flock together. II        | Birds of a feather flock together. II        | 20 avril 2023         |
| 4  | The cowl does not make the monk.             | The cowl does not make the monk.             | 27 avril 2023         |
| 5  | First impressions are the most lasting.      | First impressions are the most lasting.      | 4 mai 2023            |
| 6  | Better bend than break.                      | Better bend than break.                      | 11 mai 2023           |
| 7  | Slow and sure. I                             | Slow and sure. I                             | 18 mai 2023           |
| 8  | Slow and sure. II                            | Slow and sure. II                            | 25 mai 2023           |
| 9  | Conscience does make cowards of us all. I    | Conscience does make cowards of us all. I    | 1er juin 2023         |
| 10 | Conscience does make cowards of us all. II   | Conscience does make cowards of us all. II   | 8 juin 2023           |
| 11 | A small leak will sink a great ship. I       | A small leak will sink a great ship. I       | 15 juin 2023          |
| 12 | A small leak will sink a great ship. II      | A small leak will sink a great ship. II      | 22 juin 2023          |
| 13 | Nothing venture, nothing have. I             | Nothing venture, nothing have. I             | 5 octobre 2023        |
| 14 | Nothing venture, nothing have. II            | Nothing venture, nothing have. II            | 12 octobre 2023       |
| 15 | Needs must when the devil drives. I          | Needs must when the devil drives. I          | 19 octobre 2023       |
| 16 | Needs must when the devil drives. II         | Needs must when the devil drives. II         | 26 octobre 2023       |
| 17 | Gather ye rosebunds while ye may.            | Gather ye rosebunds while ye may.            | 2 novembre 2023       |
| 18 | Coming events cast their shadows before.     | Coming events cast their shadows before.     | 9 novembre 2023       |
| 19 | Man's extremity is God's opportunity.        | Man's extremity is God's opportunity.        | 16 novembre 2023      |
| 20 | Even a worn will turn.                       | Even a worn will turn.                       | 23 novembre 2023      |
| 21 | A burnt child dreads the fire.               | A burnt child dreads the fire.               | 30 novembre 2023      |
| 22 | Give a thief enough rope he'll hang himself. | Give a thief enough rope he'll hang himself. | 7 décembre 2023       |
| 23 | Of two evils choose the less.                | Of two evils choose the less.                | 14 décembre 2023      |
| 24 | The show must go on. I                       | The show must go on. I.                      | 21 décembre 2023      |

## Adaptation théâtrale
Il a été annoncé le 9 mars 2019 que la série est adaptée sous forme de pièce de théâtre dont les représentations ont eu lieu au OWLSPOT Theater à Tokyo entre le 5 et le 14 octobre 2019. Elle est réalisée par Aya Takaha qui en est également la scénariste.
Chise Hatori est interprétée par Haruka Kudō, Elias Ainsworth par Naotaka Kamino, Joseph par Yukito Nishii, Ruth par Junya Kmatsu, Silky par Ao Hirokawa, Alice Swain par Karen Sakura, Stella Barklem par Rara Shimizu, Oberon par Yōhei Yūki et Lindel par William Ryōta Zacky.

## Réception
Au Japon, le deuxième volume atteint la neuvième place des meilleures ventes de manga et le troisième volume la première place, la série totalisant 1,4 million de volumes vendus début 2015, à 2,5 millions d'exemplaires en mars 2016 et à plus de trois millions en septembre 2016. En décembre 2017, la série comptait cinq millions de copies imprimées.
En 2015, la série est sélectionnée et finit 12e au Manga Taishō. La même année, elle est classée 2e du classement « Kono Manga ga Sugoi! » et représente le titre le plus recommandé par les libraires japonais.
Lors des Anime Awards 2017 de Crunchyroll, la série d'animation est lauréat dans la catégorie « Meilleur drame » et a été nommée pour celles de la « Meilleure musique » et du « Meilleur opening », Chise a été sélectionnée pour les catégories de la « Meilleure fille » et « Héros de l'année », Cartaphilus l'a été également pour le « Méchant de l'année »,.
La série est classée 33e dans la liste de la 19e édition du Book of the Year du magazine Da Vinci en 2019.